# Triaenodes minos
Triaenodes minos là một loài Trichoptera trong họ Leptoceridae. Chúng phân bố ở miền Australasia.